# Non Fighting Generation
Non Fighting Generation  är en politiskt och religiöst obunden ungdomsförening som har som målsättning att minska våld och kriminalitet bland ungdomar genom att förhindra och förebygga konflikter och bråk. Dess förmåga var kraftigt ifrågasatt i Stockholm under 1990-talet.
Norrköpings kommun stöttade NFG på 1980-talet vilket avbröts efter att NFG:s medlemmar misshandlat människor i staden. En av de tongivande i NFG Norrköping blev senare en ledare i Hells Angels Norrköpingsavdelning.